# Palais Ludwig Ferdinand

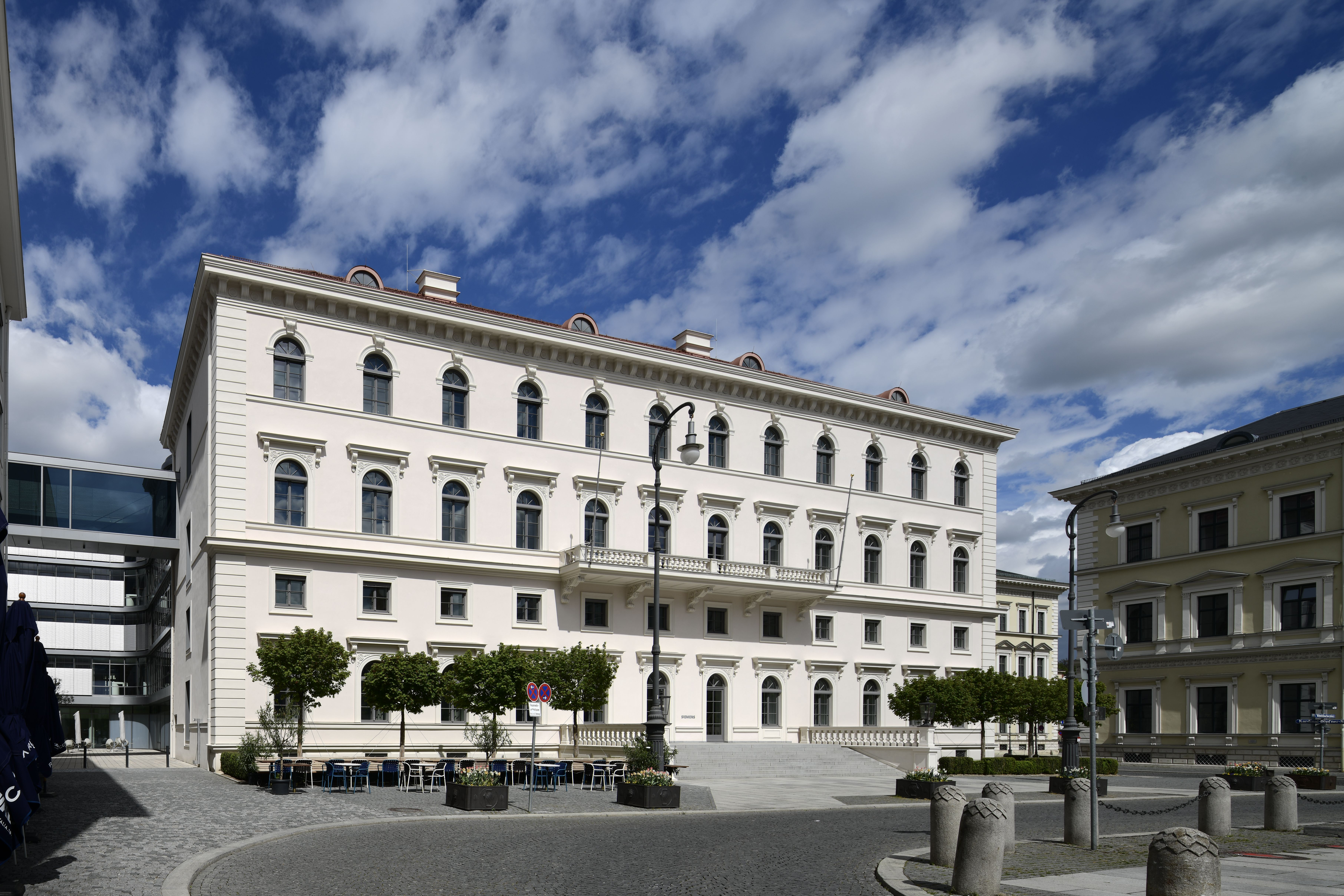
Palais Ludwig Ferdinand

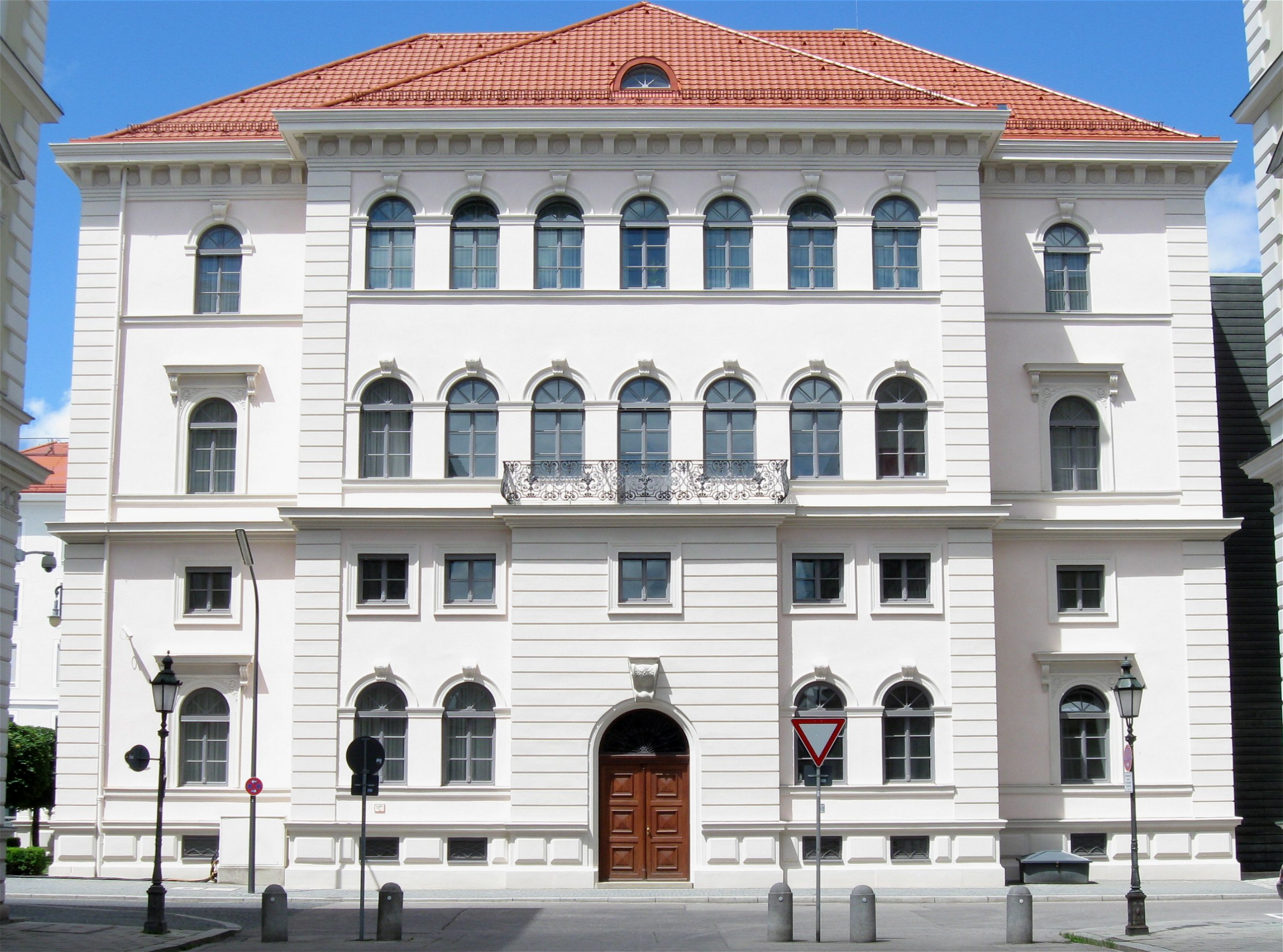
Palais Ludwig Ferdinand, Ostseite

Das Palais Ludwig Ferdinand („Alfons-Palais“) befindet sich am Wittelsbacherplatz in München. Leo von Klenze entwarf den Bau 1825/26 und bewohnte ihn 25 Jahre lang selbst. Ab 1878 gehörte er den Prinzen Alfons und Ludwig Ferdinand von Bayern.
Nach erheblichen Zerstörungen durch die Luftangriffe auf München im Zweiten Weltkrieg wurde das Palais renoviert und 1949 an die Berliner Siemens & Halske AG (S & H) vermietet, der es zunächst für ihren Fuhrpark und Kasinobetrieb diente. Im gleichen Jahr verlegte S & H seinen Hauptsitz nach München. Die heutige Siemens AG erwarb 1957 das Gebäude von den Erben Ludwig Ferdinands und richtete darin ihre Hauptverwaltung ein.
In den 1950er, 1990er Jahren und erneut ab 2013 errichtete Siemens unmittelbar angrenzend und baulich mit dem Palais Ludwig Ferdinand verbunden, weitere Verwaltungsbauten. Darunter 1954–56 das Baudenkmal Oskar-von-Miller-Ring 18 von den Architekten Eduard von der Lippe und Hans Maurer und das SiemensForum, 1997–99 am Oskar-von-Miller-Ring 20 von Richard Meier und die Neubauten seit 2013 von Henning Larsen. Die Neugestaltung der Siemens-Konzernzentrale wurde nach dem Konzept von Henning Larsen umgesetzt. Das historische Ensemble des Wittelsbacherplatz wurde dabei behutsam saniert. Der Neubau mit vorgehängter Glasfassade nimmt sich bewusst zurück, um dem Palais Ludwig Ferdinand Raum zu lassen. Auch das westlich neben dem Palais gelegene Gebäude blieb erhalten, um das Ensemble des Platzes zu bewahren.